# Chevalier de Saint-George
Joseph Bo(u)logne, Chevalier de Saint-George (Baillif ,Guadalupe, 25 de dezembro de 1745 — Paris, 10 de junho de 1799) era um esgrimista, violinista e condutor francês, tendo sido chefe da orquestra de Paris. Ele era filho ilegítimo de George Bologne de Saint-Georges, próspero senhor de terras e senhor de escravos. Durante a Revolução Francesa, Saint-Georges foi coronel da legião de St. Georges, o primeiro regimento formado por negros na Europa, lutando ao lado da República. Hoje conhecido popularmente por "Mozart Negro", foi um dos primeiros músicos no continente europeu conhecido por ter ascendência africana.

## Juventude e educação
Nasceu em Baillif, Basse-Terre, filho de George Bologne de Saint-Georges, um próspero senhor de terras e fazendeiro, e sua mãe era Nanon uma escrava africana. Seu pai, conhecido por "de Saint-Georges" antes de ter plantações em Guadalupe, era um plebeu até 1757, foi quando ele recebeu o título de Gentilhomme ordinaire de la chambre du roi (Cavalheiro da câmara do rei). Teve uma novela romântica composta por Roger de Beauvoir em 1840 - Le Chevalier de Saint-Georges, a maioria dos biógrafos confundiu o pai de Joseph com Guillaume-Pierre de Boullogne, Controlador das Finanças, a o qual a família foi enobrecida no século XV. Isso levou a uma soletração errônea do nome da família de Saint-Georges como "Boulogne", persistindo até hoje, até mesmo na "Biblioteca nacional da frança: Bnf", Bibliothèque nationale de France.
Em 1753, o pai de Joseph o levou para França para educá-lo. Dois anos mais tarde, em 26 de agosto de 1755, tendo seu nome em uma lista de passageiros no navio L'Aimable Rose, Bologne de Saint-Georges e certamente a mãe de Joseph Nanon aportou em Bordeaux. Em Paris, reunido com seu filho Joseph, eles se mudaram para um espaçoso apartamento na 49 rue Saint André de Arts.

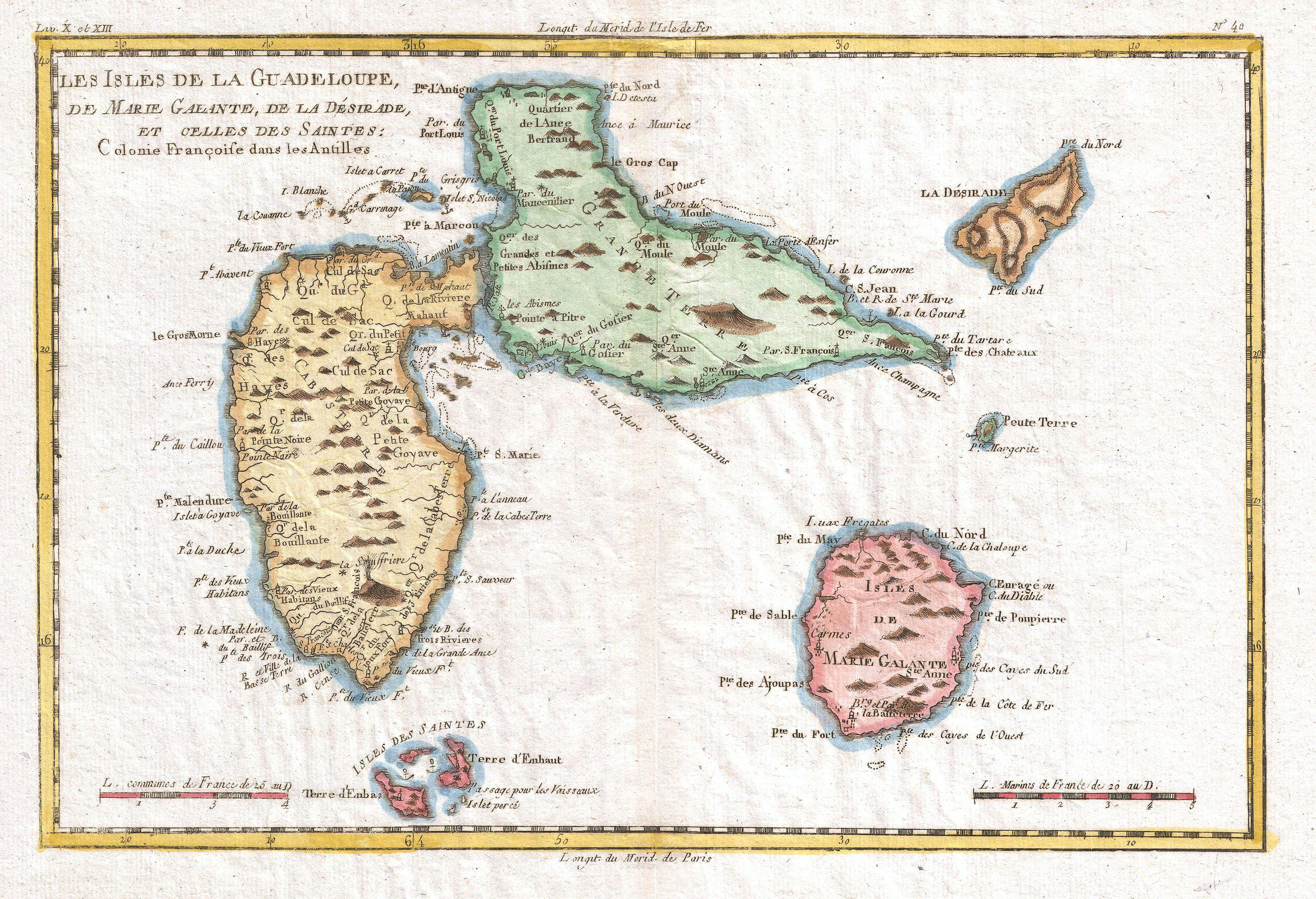
1780 Raynal e Bonne - Mapa de Guadalupe, Indias Orientais

Joseph tinha 13 anos quando foi ingressado na, Tessier de La Boëssière’s - Académie royale polythechnique de armes et de l'équitation (Academia real politécnica das armas e equitação). De acordo com La Boëssière’s fils, filho do mestre: "Aos 15 ele (Saint-Georges) progrediu tão rápido, que ele já estava sendo o melhor espadachim, e aos 17 desenvolveu a maior velocidade imaginável". Ele ainda era um estudante quando ele venceu Alexandre Picard, um mestre em esgrima em Rouen, quem o apelidou de "Boëssière’s Mulato" em público. A luta teve muitas apostas que pelo público que era divididos entre partisans e abolicionistas, que foi uma importante vitória. Seu pai, orgulhoso de seu feito, o recompensou Joseph com um incrível cavalo e buggy. Em 1766 em sua graduação na Academia, Joseph foi feito um Gendarme du roi (Oficial do guarda costas do rei) e um Chevalier "Cavalheiro". Dali em diante Joseph Bologne, adotou o sufixo de seu pai "Chevalier de Saint-Georges".
Em 1764 no fim da Guerra dos Sete Anos, George Bologne pai de Joseph retornou para Guadalupe para tomar conta de suas plantações, deixando a Joseph uma anuidade de 8000 francos e uma pensão adequada a Nanon mãe de Joseph que permaneceu em Paris com seu filho. De acordo com seu amigo, Louise Fusil: "... admirado pela sua esgrima e proezas, ele serviu como um modelo para jovens desportista ... e tinha a corte em sua volta". Um ótimo dançarino, Saint-Georges era convidado para jogos e salões (boudoirs) das damas da corte. "Parcialmente pela musica de ilaisons aonde amour para ele tinha um grande significado... ele amava e também era amado". Ele continuou com a esgrima diariamente em vários salles de paris. A onde ele conheceu os Angelos, pai e filho, mestres da esgrima de londres, os misteriósos Chevalier d'Éon, e o adolescente Luis Filipe II, Duque de Orleans, que teria um grande papel em seu futuro.

## Obras
Saint-George escreveu sinfonias, cerca de 25 concertos para violino e orquestra, quarteto de cordas, Sonatas, e canções no estilo de Mozart e Haydn. Ele também escreveu pelo menos cinco óperas com uma possível sexta ópera, Le droit de seigneur.
G 2 \ Quarteto de cordas Op. 1 No. 1 em dó maior

G 3 \ Quarteto de cordas Op. 1 No. 2 em ré bemol maior

G 4 \ Quarteto de cordas Op. 1 No. 3 em sol menor

G 5 \ Quarteto de cordas Op. 1 No. 4 em dó menor

G 6 \ Quarteto de cordas Op. 1 No. 5 em sol menor

G 7 \ Quarteto de cordas Op. 1 No. 6 em ré maior

G 10 \ Concerto para violino Op. 1 No. 1 em ré maior

G 11 \ Concerto para violino Op. 1 No. 2 em dó maior

G 21 \ Concerto para violino Op. 1 No. 10 em ré maior

G 22 \ Concerto para violino Op. 1 No. 11 em sol maior

G 23 \ Sinfonia Concertante em ré bemol maior

G 24 \ Sinfonia Concertante em sol maior

G 25 \ Concerto para violino Op. 2 No. 1 em sol maior

G 26 \ Concerto para violino Op. 2 No. 2 em ré maior

G 27 \ Concerto para violino Op. 3 No. 1 em ré maior

G 28 \ Concerto para violino Op. 3 No. 2 em lá menor

G 29 \ Concerto para violino Op. 4 em ré maior

G 31 \ Concerto para violino Op. 5 No. 1 em dó maior

G 32 \ Concerto para violino Op. 5 No. 2 em lá maior

G 37 \ Sinfonia Concertante Op. 6 No. 1 em dó maior

G 38 \ Sinfonia Concertante Op. 6 No. 2 em si bemolmaior

G 39 \ Concerto para violino Op. 7 No. 1 em lá maior

G 40 \ Concerto para violino Op. 7 No. 2 em si bemolmaior

G 49 \ Sinfonia Concertante Op. 10 No. 2 em lá maior

G 50 \ Concerto para violino Op. 8 em sol maior

G 64 \ Sinfonia Concertante Op. 10 No. 1 em fá maior

G 65 \ Sinfonia Concertante Op. 9 No. 1 em dó maior

G 66 \ Sinfonia Concertante Op. 9 No. 2 em lá maior

G 67 \ Quarteto de cordas No. 7 em si bemol maior

G 68 \ Quarteto de cordas No. 8 em sol menor

G 69 \ Quarteto de cordas No. 9 em dó maior

G 70 \ Quarteto de cordas No. 10 em fá maior

G 71 \ Quarteto de cordas No. 11 em sol maior

G 72 \ Quarteto de cordas No. 12 em si bemol maior

G 73 \ Sinfonia Op. 11 No. 1 em sol maior

G 74 \ Sinfonia Op. 11 No. 2 em ré maior

G 75 \ L'amant anonyme

G 76 \ Sonata para piano e violino em si bemol maior

G 77 \ Sonata para piano e violino em lá maior

G 78 \ Sonata para piano e violino em sol menor

G 79 \ Sonata para cravo No. 3 em ré maior

G 80 \ Sonata para cravo No. 1 em dó maior

G 81 \ Sonata para cravo No. 5 em si bemol maior

G 82 \ Sonata para cravo No. 10 em fá maior

G 83 \ Sonata para cravo No. 4 em ré maior

G 84 \ Sonata para cravo No. 8 em ré maior

G 85 \ Sonata para cravo No. 2 em sol menor

G 86 \ Sonata para cravo No. 6 em ré bemol maior

G 87 \ Sonata para cravo No. 9 em ré maior

G 88 \ Sonata para cravo No. 11 em dó maior

G 89 \ Variações para piano & violino em sol maior

G 191 \ Quarteto de cordas Op. 14 No. 1 em ré maior

G 192 \ Quarteto de cordas Op. 14 No. 2 em si bemol maior

G 193 \ Quarteto de cordas Op. 14 No. 3 em fá menor

G 194 \ Quarteto de cordas Op. 14 No. 4 em sol maior

G 195 \ Quarteto de cordas Op. 14 No. 5 em ré bemol maior

G 196 \ Quarteto de cordas Op. 14 No. 6 em sol menor

G 209 \ Sonata para violino Op. posth. 1 No. 1 em si bemol maior

G 210 \ Sonata para violino Op. posth. 1 No. 2 em ré bemol maior

G 211 \ Sonata para violino Op. posth. 1 No. 3 em lá maior

G 212 \ Sonata para violino Op. posth. 1 No. 4

G 213 \ Sonata para violino Op. posth. 1 No. 5

G 214 \ Sonata para violino Op. posth. 1 No. 6

G 215 \ Concerto para violino Op. posth. 2 em ré maior

## Óperas
- Ernestine (1777)
- La partie de la chasse (1778)
- La fille-garĉon (1787)
- Aline et Dupré (1788)
- Guillaume tout coeur (1790)

## Ballet
- L’amant anonyme (1780)

## Discografia Seleccionada
- AFKA 557 - Quartetto Concertans 1777

Quarteto de cordas No. 7 em si bemol maior - G 067

Quarteto de cordas No. 8 em sol menor - G 068

Quarteto de cordas No. 9 em dó maior - G 069

Quarteto de cordas No.10 em fá maior - G 070

Quarteto de cordas No.11 em sol maior - G 071

Quarteto de cordas No.12 em si bemol maior - G 072

Coleridge Quarteto de cordas - Quarteto de cordas
- Arion 55445 - Sonatas para violino

Sonata para piano e violino em lá maior - G 077

Variações para piano e violino em sol maior - G 089

Sonata para piano e violino em si bemol maior - G 076

Sonata para piano e violino em sol menor - G 078

Kantorow, Jean-Jacques - Violino

Haudebourg, Brigitte - Cravo
- Assai 222622 - Ses quartetos de cordas Op. 14

Quarteto de cordas Op. 14 No.6 em sol menor - G 196

Quarteto de cordas Op. 14 No.1 em ré maior - G 191

Quarteto de cordas Op. 14 No.3 em fá menor - G 193

Quarteto de cordas Op. 14 No.4 em sol maior - G 194

Quarteto de cordas Op. 14 No.2 em si bemolmaior - G 192

Quarteto de cordas Op. 14 No.5 em ré bemol maior - G 195

Quatuor Atlantis - Quarteto de cordas
- Avenira 9985 - Sinfonias & Concertos para violino vol 1

Sinfonia Op. 11 No.2 em ré maior - G 074

Concerto para violino Op. 3 No.1 em ré maior - G 027

Concerto para violino Op. 1 No. 1 em ré maior - G 010

Concerto para violino Op. 2 No.2 em ré maior - G 026

Vilimec, Miroslav - Violino

Radio Sinfonia Orchestra Pilsen
- Avenira 9986 - Sinfonias & Concertos para violino vol 2

Concerto para violino Op. 8 em sol maior - G 050

Concerto para violino Op. 4 em ré maior - G 029

Concerto para violino Op. 2 No.1 em sol maior - G 025

Vilimec, Miroslav - Violino

Radio Sinfonia Orchestra Pilsen
- Avenira 9987 - Sinfonias & Concertos para violino vol 3

Sinfonia Concertante Op. 9 No.2 em lá maior - G 066

Concerto para violino Op. 5 No.1 em dó maior - G 031

Sinfonia Concertante em ré bemol maior - G 023

Concerto para violino Op. 7 No.2 em si bemolmaior - G 040

Vilimec, Miroslav - Violino

Radio Sinfonia Orchestra Pilsen
- Avenira 9988 - Sinfonias & Concertos para violino vol 4

Sinfonia Concertante Op. 10 No.1 em fá maior - G 064

Concerto para violino Op. 5 No.2 em lá maior - G 032

Sinfonia Concertante em sol maior - G 024

Concerto para violino Op. 1 No.10 em ré maior - G 021

Vilimec, Miroslav - Violino

Radio Sinfonia Orchestra Pilsen
- Avenira 9989 - Sinfonias & Concertos para violino vol 5

Sinfonia Concertante Op. 9 No.1 em dó maior - G 065

Concerto para violino Op. 3 No.2 em lá menor - G 028

Sinfonia Concertante Op. 10 No.2 em lá maior - G 049

Concerto para violino Op. 1 No.11 em sol maior - G 022

Vilimec, Miroslav - Violino

Radio Sinfonia Orchestra Pilsen
- BNL 112934 - As 10 Sonatas para clavicórdio/cravo

Sonata para cravo No.11 em dó maior - G 088

Sonata para cravo No. 2 em sol menor - G 085

Sonata para cravo No. 9 em ré maior - G 087

Sonata para cravo No. 3 em ré maior - G 079

Sonata para cravo No. 5 em si bemolmaior - G 081

Sonata para cravo No. 1 em dó maior - G 080

Sonata para cravo No. 6 em ré bemol maior - G 086

Sonata para cravo No. 4 em ré maior - G 083

Sonata para cravo No. 8 em ré maior - G 084

Sonata para cravo No.10 em fá maior - G 082

Robert, Anne - Cravo
- CBC 5225 - Le Mozart Noir

Sinfonia Op. 11 No.1 em sol maior - G 073

L'amant anonyme - G 075

Concerto para violino Op. 3 No.1 em ré maior - G 027

com arranjos de Leclair e Gossec

Tafelmusik

Lamon, Jeanne - Maestro